# Пігорєв Микола Григорович
Микола Григорович Пігорєв (рос. Николай Григорьевич Пигорев; нар. 20 травня 1925, Мосальське — пом. 23 березня 1944, Тернопільський район) — радянський військовик, учасник німецько-радянської війни, Герой Радянського Союзу.

## Біографія
Народився 20 травня 1925 року у селі Мосальському (тепер Воронезька область Росії) в селянській сім'ї. Росіянин. У ранньому дитинстві переїхав з батьками до міста Курська, де закінчив 8 класів Курської школи № 4. Був членом ВЛКСМ. З початком німецько-радянської війни перебував на окупованій території. 23 лютого 1943 року, після визволення Курська, призваний до Червоної армії.

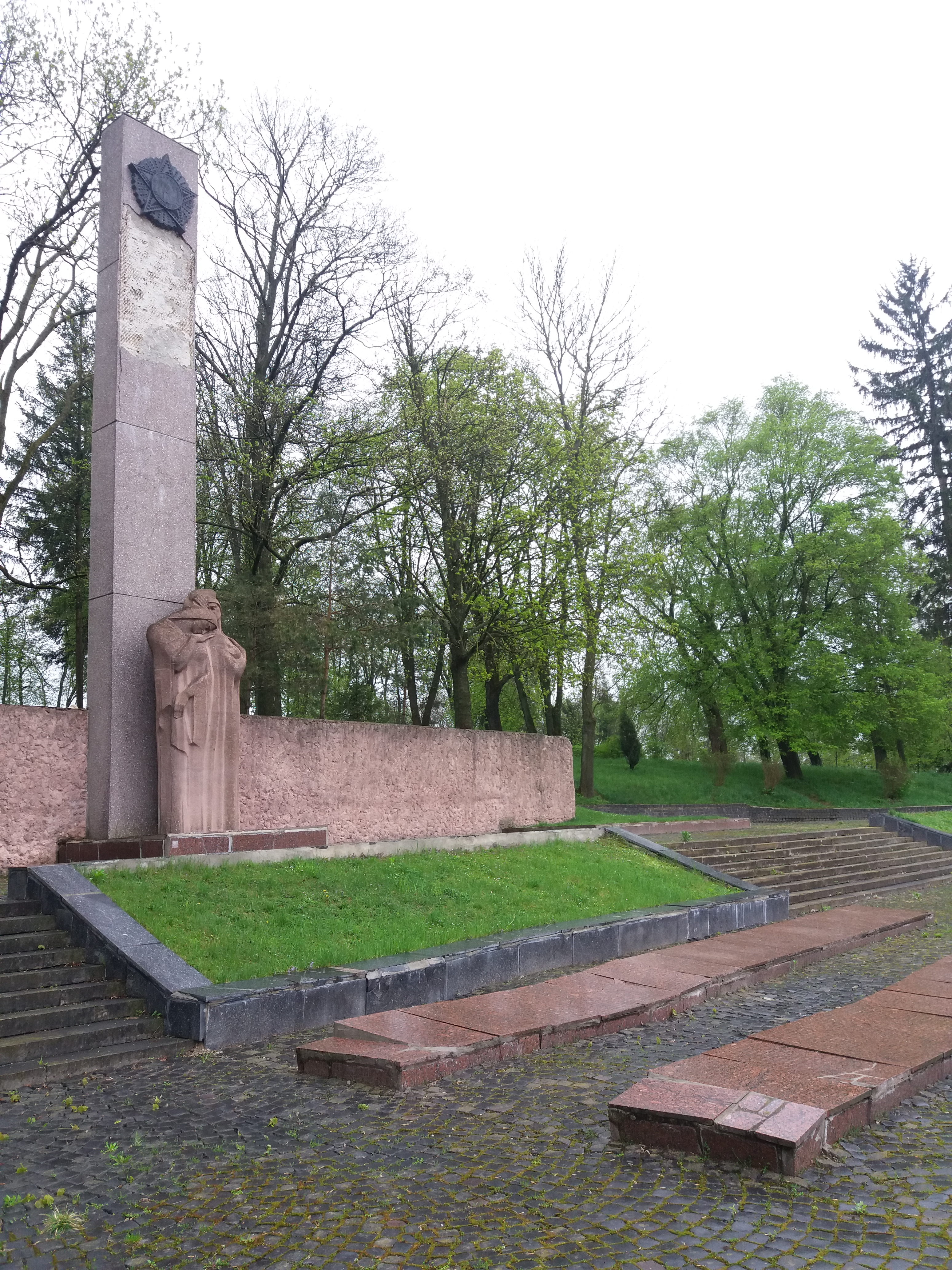
Обеліск на місці поховання у Збаражі.

З грудня 1943 року брав участь у боях, як автоматник 3-ї гвардійської окремої розвідувальної роти (20-а гвардійська механізована бригада, 1-ша гвардійська танкова армія, 1-й Український фронт). 21 березня 1944 року в районі на південь від села Романівки Тернонопольского району Тернопільської області УРСР в критичний момент бою закрив своїм тілом ворожий кулемет, чим забезпечив виконання бойового завдання підрозділом. Отримав чотири кульових поранення. О 2 годині 30 хвилин 23 березня помер від отриманих ран в польовому госпіталі. Похований в парку Богдана Хмельницького у місті Збаражі Тернопільської області.

## Нагороди
Указом Президії Верховної Ради СРСР від 26 квітня 1944 року за зразкове виконання бойових завдань командування на фронті боротьби з німецькими загарбниками і проявлені при цьому відвагу і геройство гвардії червоноармійцю Пігорєву Миколі Григоровичу посмертно присвоєно звання Героя Радянського Союзу.
Нагороджений орденами Червоної Зірки (30 січня 1944; за взяття в полон язика) та Леніна (26 квітня 1944, посмертно).

## Вшанування пам'яті
- Наказом Міністерства оборони СРСР навічно зарахований до списків військової частини в якій служив[1];
- Ім'ям Миколи Пігорєва було названо село Пігорєве в Тернопільській області (в 1991 році перейменоване в Ангелівку);
- На місці подвигу Героя біля села Романівки встановлений пам'ятний знак;
- В Ангеліці, Тернополі і в селі Каширському Воронезької області встановлені погруддя Героя;
- У Збаражі на місці його поховання та інших радянських воїнів споруджений Меморіальний комплекс Слави воїнів Радянської армії;
- У Курську:
  - Занесений до списків Курського трикотажного комбінату;
  - 25 квітня 1975 року його ім'я присвоєно 2-ій Підшипникової вулиці в Промисловому районі (нині Сеймський адміністративний округ)[2]. На ній встановлена анотаційна дошка;
  - біля будівлі школи № 4, де він навчався, встановлено пам'ятник, а 10 травня 2020 року на будівлі школи встановлено меморіальну дошку[2].